# Annuario pontificio
L'Annuario pontificio è un organo informativo pubblicato ogni anno in italiano dalla Santa Sede. Viene pubblicato con questo nome dal 1912.

## Contenuto

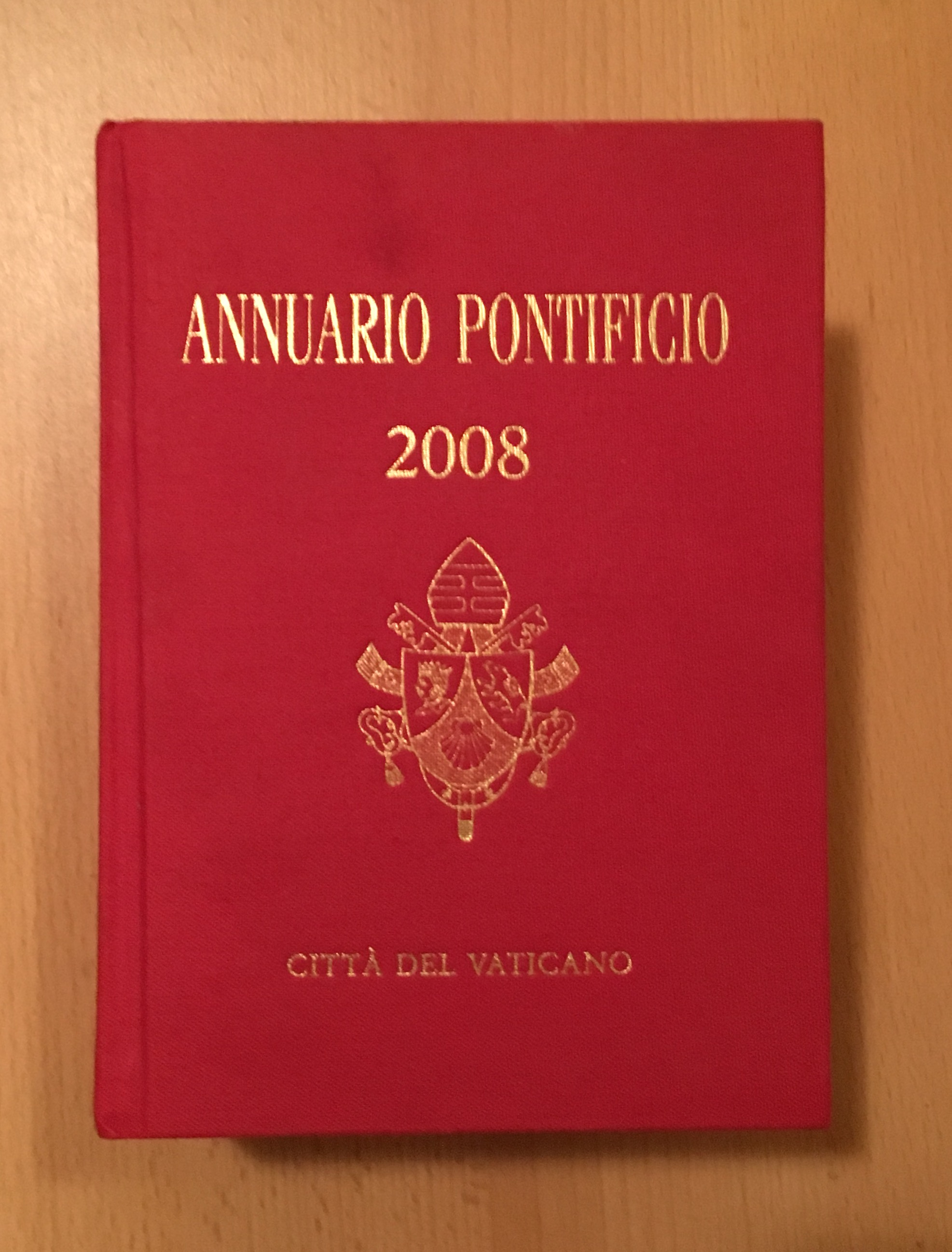
Edizione 2008

Elenca tutti i papi del passato (vedi lista dei papi) e tutti i membri delle congregazioni romane.
Recensisce anche i cardinali ed i vescovi di tutto il mondo, le diocesi, con relative notizie statistiche, le missioni diplomatiche della Santa Sede, le ambasciate accreditate presso la Santa Sede e i vertici degli istituti religiosi, con notizie statistiche su ciascuno.
L'opera include anche un elenco dei prelati d'onore di Sua Santità, che godono del titolo di monsignore.
L'Annuario pontificio, rivestito da una copertina rossa nella tiratura commerciale, mentre con copertina bianca e labbratura oro a specchio per Sua Santità, è compilato a cura dell'Ufficio centrale di statistica della Chiesa cattolica e pubblicato in italiano dalla Libreria editrice vaticana.

## Storia
Esistevano delle pubblicazioni ufficiali, semiufficiali dello stesso tipo sin dal XVIII secolo.
Dal 1716 al 1859, con alcune interruzioni, un annuario fu pubblicato a Roma nella stamperia Chracas (la stessa del Diario ordinario) con il titolo Notizie per l'anno....
Nel 1851 fu avviata dalla Santa Sede una pubblicazione dal titolo La Gerarchia di Santa Chiesa cattolica apostolica romana e di ogni rito, con notizie storiche, che assunse il titolo di Annuario pontificio nel 1860. Fu il primo annuario edito a cura della Santa Sede, sebbene la compilazione restasse affidata al Giornale di Roma. L'Annuario cessò le pubblicazioni il 19 settembre 1870, a causa della Presa di Roma. Chiuse anche il Giornale di Roma.
Nel 1872 La tipografia dei fratelli Monaldi iniziò a pubblicare un proprio annuario intitolato La gerarchia cattolica e la corte pontificia per l'anno... con un'appendice contenente diverse informazioni sulla Santa Sede.
La Tipografia vaticana subentrò nel 1885, producendo una pubblicazione "semiufficiale". Dal 1899 al 1904 la pubblicazione fu considerata ufficiale, ma dal 1904 gli Acta Sanctae Sedis (oggi Acta Apostolicae Sedis) furono dichiarati l'unica pubblicazione ufficiale della Santa Sede. Nel 1912 cambiò il titolo Annuario pontificio. Dal 1912 al 1924 incluse non solo elenchi di nominativi, ma anche brevi note sulle congregazioni romane e sulle cariche della corte pontificia; questa consuetudine fu ripresa nel 1940.
Nell'edizione del 2013 è comparso per la prima volta anche il titolo di "papa emerito", conseguenza delle dimissioni di Benedetto XVI.

## Altre pubblicazioni simili
Antesignano dell'annuario pontificio si può considerare il Liber pontificalis o libro dei pontefici, che già dal Medioevo raccoglieva una serie di brevi voci biografiche sui papi; a partire dal 1888, per alcuni anni, la Maison de la bonne presse di Parigi pubblicò un annuario simile in francese, con il titolo Annuaire pontifical catholique, non compilato dalla Santa Sede. Conteneva molte informazioni aggiuntive, tra cui dettagliati articoli storici sulla Guardia svizzera pontificia e sul Palazzo Apostolico del Vaticano.